# میو میو

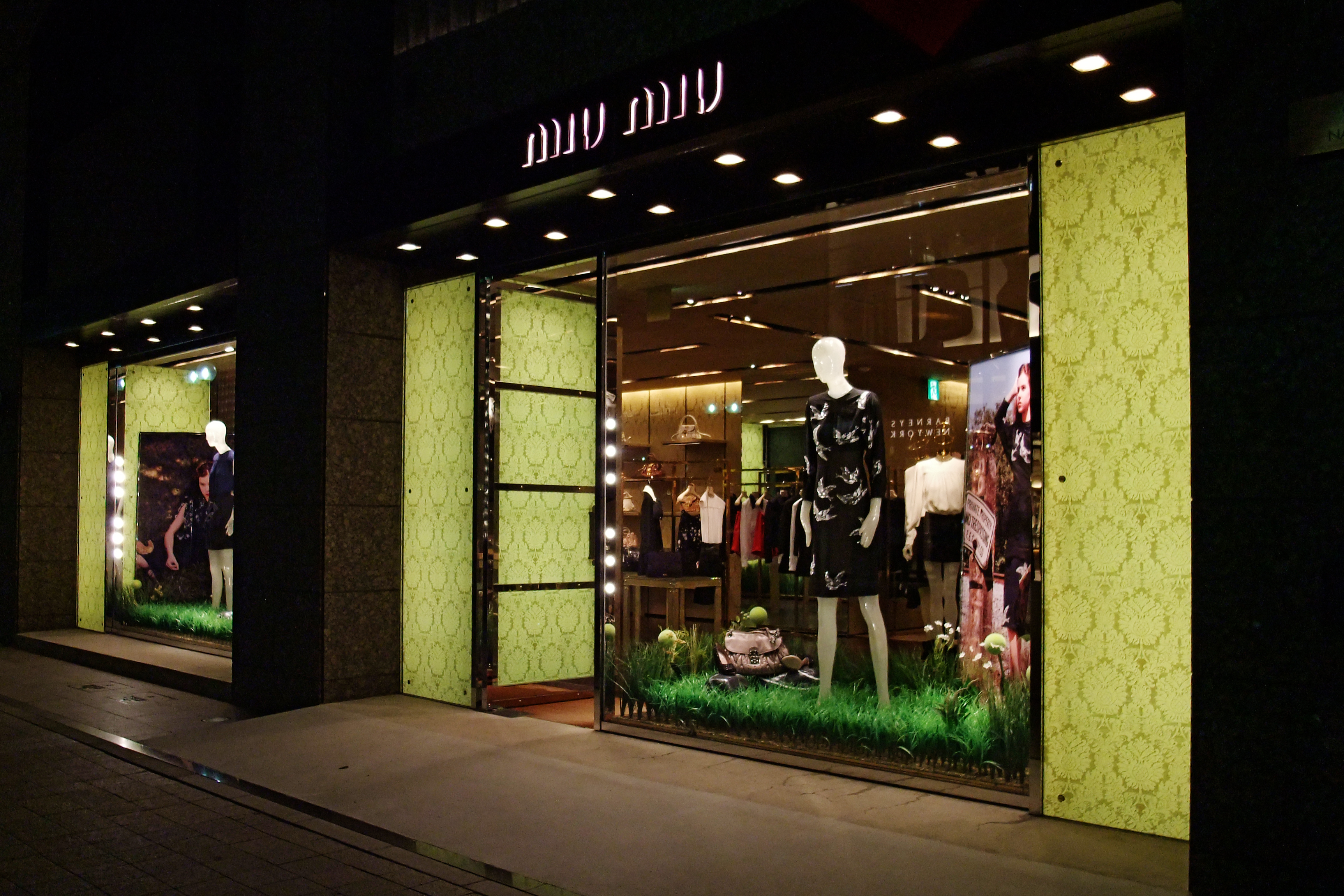
یک فروشگاه میو میو در کوبه در ژاپن

میو میو (به انگلیسی: Miu Miu) برند پوشاک زنانه و از زیرمجموعه‌های پرادا است. میو میو در سال ۱۹۹۳ تأسیس شد و ریاست آن به عهده میوچا پرادا است.
میو میو در کشورهایی نظیر ایتالیا، آمریکا، فرانسه، مکزیک، سوییس، چین، استرالیا، ژاپن و … شعبه دارد.